# 대덕남초등학교
대덕남초등학교(大德南初等學校)는 대한민국 전라남도 장흥군 대덕읍 동신길 39 (신리)에 있었던 공립 초등학교이다.

## 학교 연혁
- 1937년 6월 9일 대덕공립보통학교 부설 신리간이학교로 개교
- 1943년 3월 31일 대덕남국민학교로 개교
- 1965년 3월 1일 서암분교장 개교
- 1995년 3월 1일 서암분교장 통폐합
- 1996년 3월 1일 교명 개정(대덕남초등학교)
- 1999년 2월 제51회 졸업생 10명 배출(학생 최대 인원수 1967학년도 744명)
- 1999년 2월 28일 대덕초등학교로 통폐합